# Junqueiras
Junqueiras (oficialmente San Salvador de Xunqueiras) es una parroquia española del municipio de Pazos de Borbén, perteneciente a la provincia de Pontevedra, en la comunidad autónoma de Galicia.

## Toponimia
El lugar puede aparecer referido como «Junqueiras», «Xunqueiras», «San Salvador de Junqueiras» y «San Salvador de Xunqueiras».

## Historia
Hacia mediados del siglo XIX, el lugar, ya por entonces perteneciente a Borbén, tenía contabilizada una población de 240 habitantes. Aparece descrito en el noveno volumen del Diccionario geográfico-estadístico-histórico de España y sus posesiones de Ultramar de Pascual Madoz con las siguientes palabras:

JUNQUEIRAS (San Salvador): felig. en la prov, de Pontevedra (4 leg.), part. jud. de Redondela (2), dióc. de Tuy (7), ayunt. de Borbeu. sit. en terreno llano circuido por todas partes de montañas: la combaten todos los vientos, y goza de clima templado y saludable, pues no se padecen otras enfermedades comunes que calenturas intermitentes. Tiene 66 casas, distribuidas en el l. de su nombre, y en los de Cabadiñas, Casqueiros, Counagos, Cidos, Noveledo y Raña; escuela de primeras letras, frecuentada por 24 niños de ambos sexos, cuyo maestro no tiene dotacion fija; 2 fuentes en la pobl. para surtido del vecindario, y 4 mas en el térm., cuyas aguas son delgadas y saludables. La igl. parr. (San Salvador) está servida por 1 cura de entrada y provision real y ordinaria. Confina el térm. N. Moscoso; E. Traspiela; S. Touton, y O. Pazos. El terreno participa de monte y llano, y es de segunda y tercera calidad: se halla cercado de montes áridos por todas partes; y le baña el r. Porto Junqueiras, el cual nace en Monte Mayor (felig. de Gargamala), corre de S. á N., y pasa por los límites de Traspiela, Moscoso, Calbos, Oitaben (en cuyo punto existe un puente), Sotomayor y Puente Lampayo. Los caminos se dirigen el de la parte del N. á Caldelas; el del S. á Puenteareas; el del E. á Traspiela, y el del O. á Redondela: su estado es malo por la escabrosidad del terreno. El correo se recibe en Redondela por los interesados. prod. centeno, maiz, lino, manzanas, peras, queso y manteca; se cria ganado vacuno, lanar y cabrío; hay caza de liebres, perdices y conejos, con algunos animales dañinos, y pesca de truchas. ind.: la agrícola y algunos telares de lienzo y lana para vestir los habit. pobl.: 62 vec., 240 alm. contr.: con su ayunt. (V.)
(Madoz, 1847, pp. 664-665)

En 2022, tenía empadronados 139 habitantes.